# Shazam software
Shazam é um programa de estatística usado geralmente para análise economêtrica. Esta disponível para Windows, Macintosh, e Unix.
Pode realizar tarefas simples de estatística, embora seja mais utilizado para regressão linear múltipla, regressão logística, etc.
Em Econometria pode ser utilizado para dados cross-section, dados em painel e séries temporais. Possui boa flexibilidade para programação de procedimentos.